# Кюстендилско
 Тази статия е за историко-географската област.  За административната област вижте Кюстендил (област).  За общината вижте Кюстендил (община).
Кюстендилско е историко-географска област в Югозападна България, около град Кюстендил.
Територията ѝ съвпада приблизително с някогашната Кюстендилска околия – днешните общини Кюстендил и Трекляно и основната част от община Невестино (без селата Долна Козница и Мърводол от Дупнишко). Разположена е в Кюстендилската котловина и по ограждащите я планини. Граничи с Трънско на север, Радомирско и Дупнишко на изток, Благоевградско и Кочанско на юг и Кривопаланско и Босилеградско на запад.
Северозападната част на областта е част от Кюстендилското Краище, както и от Босилеградско, от което е отделена с Ньойския договор от 1919 година.